# Anatoli Levchenko
Anatoli Semyonovich Levchenko (Krasnokutsk, 5 de maio de 1941 - Moscou, 6 de agosto de 1988) foi um cosmonauta soviético.
Formado como piloto pela Escola da Força Aérea de Chernigov em 1964, em 12 de julho de 1980, qualificado como cosmonauta após cursar o Centro de Treinamento de Cosmonautas Yuri Gagarin, ele foi selecionado para ser o comandante reserva do primeiro voo do ônibus espacial soviético Buran e teve treinamento intensivo nesta espaçonave de maneira a adquirir experiência. Com o cancelamento do programa, Levchenko foi ao espaço em 1987 como tripulante da nave Soyuz TM-4, para uma missão de uma semana a bordo da estação espacial russa Mir, retornando uma semana depois como tripulante da Soyuz TM-3.
Um ano após seu voo ao espaço, Levchenko morreu de um tumor cerebral em Moscou. Foi condecorado pelo governo soviético com os títulos de Herói da União Soviética, Piloto-Cosmonauta da União Soviética e com a Ordem de Lenin.